# Skytte vid europeiska spelen
Skytte vid europeiska spelen är sportskyttetävlingar som ingår i de europeiska spelen. Skytte var en av de 20 sporter som fanns med vid de första europeiska spelen 2015. Sporten finns med på programmet även under andra upplagan 2019.
Tävlingarna under 2015 och 2019 var en del av kvalet till olympiska sommarspelen 2016 och 2020.

## Grenar
Utöver olympiska grenar har tävlingar i mixlag förekommit på programmet. 
|        |  |    |    |  |  |  |  |  |  |  |  |  |  |  |  |  |  |  |  |  |  |  |  |  |  |  |
| Skytte |  | 19 | 19 |  |  |  |  |  |  |  |  |  |  |  |  |  |  |  |  |  |  |  |  |  |  |  |

## Medaljörer

### 2015
Se även Skytte vid europeiska spelen 2015.
Herrar
| Gren                      | Guld                      | Silver                  | Brons                   |
| 10 m luftgevär            | Vitali Bubnovitj (BLR)    | Niccolò Campriani (ITA) | Sergey Richter (ISR)    |
| 50 m gevär liggande       | Henri Junghänel (GER)     | Marco de Nicolo (ITA)   | Sergei Martynov (BLR)   |
| 50 m gevär tre positioner | Valerian Sauveplane (FRA) | Petar Gorsa (CRO)       | Vitali Bubnovitj (BLR)  |
| 10 m luftpistol           | Damir Mikec (SRB)         | João Costa (POR)        | Juraj Tužinský (SVK)    |
| 25 m pistol               | Christian Reitz (GER)     | Alexei Klimov (RUS)     | Oliver Geis (GER)       |
| 50 m pistol               | Damir Mikec (SRB)         | Pavol Kopp (SVK)        | Yusuf Dikeç (TUR)       |
| Trap                      | Alexey Alipov (RUS)       | Erik Varga (SVK)        | Giovanni Pellielo (ITA) |
| Dubbeltrap                | Vitaly Fokeev (RUS)       | Richárd Bognár (HUN)    | Antonino Barillà (ITA)  |
| Skeet                     | Valerio Luchini (ITA)     | Stefan Nilsson (SWE)    | Marko Kemppainen (FIN)  |

Damer
| Gren                      | Guld                        | Silver                 | Brons                  |
| 10 m luftgevär            | Andrea Arsović (SRB)        | Sarah Hornung (SUI)    | Barbara Engleder (GER) |
| 50 m gevär tre positioner | Petra Zublasing (ITA)       | Laurence Brize (FRA)   | Olivia Hofmann (AUT)   |
| 10 m luftpistol           | Zorana Arunović (SRB)       | Sonia Franquet (ESP)   | Viktoria Chaika (BLR)  |
| 25 m pistol               | Heidi Diethelm Gerber (SUI) | Antoaneta Boneva (BUL) | Monika Karsch (GER)    |
| Trap                      | Fátima Gálvez (ESP)         | Arianna Perilli (SMR)  | Elena Tkatj (RUS)      |
| Skeet                     | Amber Hill (GBR)            | Diana Bacosi (ITA)     | Chiara Cainero (ITA)   |

Mixlag
| Gren            | Guld                                      | Silver                                         | Brons                                             |
| 10 m luftgevär  | Italien Niccolo Campriani Petra Zublasing | Danmark Steffen Olsen Stine Nielsen            | Ryssland Sergey Kruglov Daria Vdovina             |
| 10 m luftpistol | Tyskland Christian Reitz Monika Karsch    | Grekland Konstantinos Malgarinos Anna Korakaki | Ryssland Vladimir Gonttjarov Ekaterina Korsjunova |
| Trap            | Slovakien Erik Varga Zuzana Štefečeková   | Ryssland Alexey Alipov Elena Tkatj             | San Marino Manuel Mancini Alessandra Perilli      |
| Skeet           | Italien Valerio Luchini Diana Bacosi      | Cypern Georgios Achilleos Andri Eleftheriou    | Frankrike Anthony Terras Lucie Anastassiou        |

### 2019
Se även Skytte vid europeiska spelen 2019.
Herrar
| Gren                      | Guld                   | Silver                      | Brons                    |
| 10 m luftgevär            | Sergej Richter (ISR)   | Sergej Kamenskij (RUS)      | Filip Nepejchal (CZE)    |
| 50 m gevär tre positioner | Sergej Kamenskij (RUS) | Jurij Sjtjerbatsevitj (BLR) | István Péni (HUN)        |
| 10 m luftpistol           | Artem Tjernousov (RUS) | Oleh Omeltjuk (UKR)         | Lauris Strautmanis (LAT) |
| 25 m pistol               | Oliver Geis (GER)      | Jean Quiquampoix (FRA)      | Clément Bessaguet (FRA)  |
| Trap                      | David Kostelecký (CZE) | Valerio Grazini (ITA)       | Aaron Heading (GBR)      |
| Skeet                     | Stefan Nilsson (SWE)   | Tomáš Nýdrle (CZE)          | Gabriele Rossetti (ITA)  |

Damer
| Gren                      | Guld                       | Silver                      | Brons                   |
| 10 m luftgevär            | Laura-Georgeta Coman (ROU) | Nina Christen (SUI)         | Nikola Mazurová (CZE)   |
| 50 m gevär tre positioner | Julija Zykova (RUS)        | Nikola Mazurová (CZE)       | Polina Chorosjeva (RUS) |
| 10 m luftpistol           | Zorana Arunović (SRB)      | Anna Korakaki (GRE)         | Antoaneta Boneva (BUL)  |
| 25 m pistol               | Anna Korakaki (GRE)        | Heidi Diethelm Gerber (SUI) | Antoaneta Boneva (BUL)  |
| Trap                      | Silvana Stanco (ITA)       | Jessica Rossi (ITA)         | Fátima Gálvez (ESP)     |
| Skeet                     | Diana Bacosi (ITA)         | Lucie Anastassiou (FRA)     | Chiara Cainero (ITA)    |

Mixlag
| Gren                      | Guld                                             | Silver                                             | Brons                                        |
| 10 m luftgevär            | Ryssland Sergej Kamenskij Julija Karimova        | Ryssland Vladimir Maslennikov Anastasija Galasjina | Tjeckien Filip Nepejchal Aneta Brabcová      |
| 50 m gevär tre positioner | Schweiz Jan Lochbihler Nina Christen             | Österrike Bernhard Pickl Franziska Peer            | Ryssland Kirill Grigorjan Polina Chorosjeva  |
| 10 m luftpistol           | Ryssland Artem Tjernousov Vitalina Batsarasjkina | Serbien Damir Mikec Zorana Arunović                | Tyskland Christian Reitz Sandra Reitz        |
| 25 m pistol               | Tyskland Oliver Geis Doreen Vennekamp            | Tyskland Christian Reitz Monika Karsch             | Ukraina Olena Kostevytj Pavlo Korostylov     |
| 50 m pistol               | Ryssland Artem Tjernousov Margarita Lomova       | Lettland Lauris Strautmanis Agate Rašmane          | Georgien Tsotne Machavariani Nino Salukvadze |
| Trap                      | Spanien Antonio Bailón Fátima Gálvez             | Italien Giovanni Pellielo Jessica Rossi            | Ryssland Aleksej Alipov Daria Semianova      |
| Skeet                     | Italien Gabriele Rossetti Chiara Cainero         | Italien Riccardo Filippelli Diana Bacosi           | Tjeckien Jakub Tomeček Barbora Šumová        |